# Gregory Benford
Gregory Benford (ur. 30 stycznia 1941 w Mobile, Alabama) – amerykański pisarz science fiction, a także astrofizyk. Laureat nagród Nebula i Campbella dla najlepszej powieści sf.

## Życiorys
Uzyskał licencjat z fizyki na University of Oklahoma w 1963 r., a następnie magisterium na Uniwersytecie Kalifornijskim w San Diego w 1965; tamże doktoryzował się w 1967 r. Obecnie pracuje na Wydziale Fizyki i Astronomii Uniwersytecie Kalifornijskim w Irvine.
Jako pisarz sf debiutował w 1965 r. opowiadaniem Stand-In opublikowanym w „The Magazine of Fantasy & Science Fiction“. Od 1969 rozpoczął prowadzenie kolumny naukowej w Amazing Stories. Zgodnie ze swym wykształceniem tworzy głównie hard science fiction. Najbardziej znanym jego dziełem jest cykl Saga Centrum Galaktyki, opowiadająca o nierównej walce niedobitków ludzkości ze sztuczną inteligencją.
Powieść Timescape (1980) została nagrodzona Nebulą i nagrodą Campbella. Drugą Nebulę (wspólnie z Gordonem Eklundem) otrzymał za nowelę If the Stars Are Gods (1984).
Benford twierdzi, że w latach 60., po raz pierwszy opisał wirus komputerowy.
W 1967 r. ożenił się z Joan Abbe. Ma brata bliźniaka, Jima, z którym współpracuje przy tworzeniu prozy fantastycznej.

## Publikacje

### Saga Centrum Galaktyki
1. W oceanie nocy (In the Ocean of Night 1976, wyd. pol. Amber 1999, tł. Marek Pąkciński)
2. Przez morze słońc (Across the Sea of Suns 1984, wyd. pol. Amber 2000)
3. Wspaniała gwiezdna rzeka (Great Sky River 1987, wyd. pol. Amber 2000)
4. Przypływy światła (Tides of Light 1989, wyd. pol. Amber 2000)
5. Wściekły wir (Furious Gulf 1994, wyd. pol. Amber 2000)
6. Żeglując przez wieczność (Sailing Bright Eternity 1995, wyd. pol. Amber 2000)

### Pozostałe
- Deeper Than the Darkness (1970)
- Jupiter Project (1975)
- If the Stars Are Gods (1977, z Gordonem Eklundem(inne języki))
- Shiva Descending (1980, z Williamem Rotslerem(inne języki))
- Find the Changeling (1980, z Gordonem Eklundem(inne języki))
- Timescape (1980, Nebula, Nagroda Campbella)
- Against Infinity (1983)
- Time's Rub (1984)
- Artifact (1985)
- Heart of the Comet (1986, z Davidem Brinem)
- Under the Wheel (1987)
- Iceborn (1989, z Paulem A. Carterem(inne języki))
- Beyond the Fall of Night (1990, z Arthurem C. Clarke)
- Chiller (1993)
- Man-Kzin Wars VI (1994, z Larry Nivenem)
- A Darker Geometry: A Man-Kzin Novel (1996)
- Zagrożenie Fundacji(inne języki) (Foundation's Fear 1997, wyd. pol. Rebis 2001)
- Cosm (1998)
- The Martian Race (1999)
- Eater (2000)
- Human Being (2003)
- Beyond Infinity (2004)
- The Sunborn (2005)
- Bowl of Heaven (2012, z Larrym Nivenem)
- Shipstar (2014, z Larrym Nivenem)
- The Berlin Project (2017)

### Zbiory krótkich form
- In Alien Flesh (1986)
- Matter's End (1990)
- Amazing Stories No 7 (1992, z J.R. Dunnem, Jamesem Alanem Gardnerem i Kim Mohan)
- Worlds Vast and various (1999)
- Immersion and other Short Novels (2002)
- Merlin (2004)
- Anomalies (2012)
- The Best of Gregory Benford (2015)